# Trogon aurantiiventris
El trogon ventrianaranjado (Trogon aurantiiventris) es una especie de ave trogoniforme de la familia Trogonidae nativa de la cordillera de Talamanca. Tiene tres subespecies reconicidas.
Su hábitat natural son los bosques húmedos montanos tropicales y subtropicales y bosques muy degradados.

## Subespecies
Se distinguen las siguientes subespecies, incluyendo la subespecie nominal:
- Trogon aurantiiventris aurantiiventris Gould, 1856
- Trogon aurantiiventris flavidior (Griscom, 1925)
- Trogon aurantiiventris underwoodi Bangs, 1908